# 土屋朋弘
土屋 朋弘（つちや ともひろ、1985年8月18日 - ）は、和歌山県海南市出身の元プロ野球選手（投手）。右投右打。

## 経歴

### プロ入り前
和歌山県立箕島高等学校時代には、遊撃手兼控え投手だった。高校卒業後に名古屋商科大学へ進学。愛知大学リーグの公式戦では、4年秋のみ1部リーグで1勝5敗、2部リーグで7勝5敗を記録した。
大学卒業後には、創部1年目のシティライト岡山へ在籍。右の好投手として活躍したことから、2009年のプロ野球ドラフト会議で東北楽天ゴールデンイーグルスから5巡目で指名された。指名後に、契約金2500万円、年俸800万円（いずれも推定）という条件で入団。入団の際には、当時のエースだった岩隈久志を目標に掲げていた。

### プロ入り後
入団1年目の2010年には、一軍の公式戦3試合に登板。無失点でシーズンを終えた。2011年には、6試合の登板で、防御率は5.25だった。岩隈がシアトル・マリナーズへ移籍した2012年には、自己最多の8試合に登板。一軍での初勝利と、防御率1.04を記録した。
2013年には一軍で5試合に登板したものの、チームが初めて進出した日本シリーズ期間中の10月29日に、球団から戦力外を通告された。その後、12球団合同トライアウトに参加したが、獲得球団はなくそのまま引退。
2014年から楽天の打撃投手を務めていたが、2020年シーズン終了後に退団した。
2024年からは東北楽天リトルシニアのコーチに就任する。

## 選手としての特徴・人物
キレの良い直球とスライダーに定評のある右投手。
愛称はテレビゲームのストリートファイターに登場するキャラクターにちなんだ「ダルシム」。

## 詳細情報

### 年度別投手成績
| 年 度     | 球 団     | 登 板 | 先 発 | 完 投 | 完 封 | 無 四 球 | 勝 利 | 敗 戦 | セ 丨 ブ | ホ 丨 ル ド | 勝 率 | 打 者 | 投 球 回 | 被 安 打 | 被 本 塁 打 | 与 四 球 | 敬 遠 | 与 死 球 | 奪 三 振 | 暴 投 | ボ 丨 ク | 失 点 | 自 責 点 | 防 御 率 | W H I P |
| --------- | --------- | ----- | ----- | ----- | ----- | -------- | ----- | ----- | -------- | ----------- | ----- | ----- | -------- | -------- | ----------- | -------- | ----- | -------- | -------- | ----- | -------- | ----- | -------- | -------- | ------- |
| 2010      | 楽天      | 3     | 0     | 0     | 0     | 0        | 0     | 0     | 0        | 0           | ----  | 9     | 3.0      | 0        | 0           | 0        | 0     | 0        | 1        | 0     | 0        | 0     | 0        | 0.00     | 0.00    |
| 2011      | 楽天      | 6     | 0     | 0     | 0     | 0        | 0     | 0     | 0        | 0           | ----  | 52    | 12.0     | 10       | 1           | 7        | 0     | 1        | 7        | 1     | 0        | 7     | 7        | 5.25     | 1.42    |
| 2012      | 楽天      | 8     | 0     | 0     | 0     | 0        | 1     | 0     | 0        | 0           | 1.000 | 31    | 8.2      | 5        | 0           | 3        | 0     | 0        | 2        | 0     | 0        | 1     | 1        | 1.04     | 0.92    |
| 2013      | 楽天      | 5     | 0     | 0     | 0     | 0        | 0     | 0     | 0        | 0           | ----  | 28    | 6.1      | 9        | 3           | 0        | 0     | 0        | 6        | 0     | 0        | 4     | 4        | 5.68     | 1.42    |
| 通算：4年 | 通算：4年 | 22    | 0     | 0     | 0     | 0        | 1     | 0     | 0        | 0           | 1.000 | 120   | 30.0     | 24       | 4           | 10       | 0     | 1        | 16       | 1     | 0        | 12    | 12       | 3.60     | 1.13    |

### 記録
- 初登板：2010年7月31日、対オリックス・バファローズ17回戦（クリネックススタジアム宮城）、8回表に3番手で救援登板、1回無失点
- 初奪三振：2010年9月24日、対北海道日本ハムファイターズ24回戦（クリネックススタジアム宮城）、9回表に森本稀哲から空振り三振
- 初勝利：2012年5月10日、対埼玉西武ライオンズ7回戦（日本製紙クリネックススタジアム宮城）、8回表1死に5番手で救援登板、2/3回無失点

### 背番号
- 40 （2010年 - 2013年）
- 101 （2014年 - 2020年）

### 登場曲
- 『BASARA』VADER（2010年 - ）
- 『チャンピオン』アリス（2011年）
- 『僕らだけの歌』ロードオブメジャー（2012年）